# Antiblemma anyx
Antiblemma anyx är en fjärilsart som beskrevs av Druce. Antiblemma anyx ingår i släktet Antiblemma och familjen nattflyn. Inga underarter finns listade i Catalogue of Life.